# 마더 (2020년 영화)
《MOTHER 마더》(일본어: MOTHER マザー)는 2020년 7월 3일 개봉된 일본 영화이다. 소년의 조부모 살해 사건 실화를 모티브로 하고 있다. 주연은 나가사와 마사미.

## 출연
- 미스미 아키코 : 나가사와 마사미
- 쇼헤이 : 오쿠다이라 다이켄 (유아기 : 군지 쇼)
- 타카하시 아야 : 카호
- 우지타 마모루 : 미나가와 사루토키
- 아카가와 케이이치 : 나가노 타이가
- 미스미 카에데 : 츠치무라 카호
- 아라마키 젠키
- 오니시 시마
- 미스미 마사코 : 키노 하나
- 카와다 료: 아베 사다오

## 스태프
- 감독 : 오모리 타츠시
- 각본 : 오모리 타츠시, 미나토 타케히코
- 기획·제작·프로듀서 : 카와무라 미쓰노부
- 프로듀서 : 사토 준코
- 공동 프로듀서 : 카나이 류지, 스즈키 슌스케, 오카모토 케이조, 이이다 마사히로
- 촬영 : 츠지 토모히코
- 조명 : 오오쿠보 레이지
- 녹음 : 타카다 신야
- 캐스팅 : 스기노 츠요시
- 미술 : 오오하라 키요타카
- 의상 : 고케츠 하루키
- 헤어 메이크업 : 토요카와 쿄코
- 조감독 : 콘도 유키
- 제작 담당 : 미무라 카오루
- 편집 : 하야노 료
- 조성 : 문화청 문화 예술 진흥 보조금 (영화 창작 지원 사업)
- 배급 : 스타 샌즈, KADOKAWA
- 제작 프로덕션 : 스타 샌즈
- 제작 협력 프로덕션 : SS 고보
- 제작 간사 : 해피 넷, KADOKAWA
- 제작 : 2020 『MOTHER 마더』 필름 파트너스

## 평가
키네마 준보사가 운영하는 KINENOTE의 『키네준 Review』에서의 영화 평론가 카와구치 아츠코는 조용한 통찰력이 숨쉬는 걸작으로 평가했고, 후쿠마 켄지도 높은 평가를 주었다.

## 수상
- 제12회 TAMA영화상
  - 최우수 여우주연상 (나가사와 마사미) ※《컨피던스 맨 JP -프린세스편-》과 함께

- 제33회 닛칸 스포츠 영화 대상[6]
  - 이시하라 유지로상 여우주연상 (나가사와 마사미) ※《컨피던스 맨 JP -프린세스편-》과 함께

- 제63회 블루 리본상[7]
  - 여우주연상 (나가사와 마사미) ※《컨피던스 맨 JP -프린세스편-》과 함께
  - 신인상 (오쿠다이라 다이켄)

- 제75회 마이니치 영화 콩쿠르[8]
  - 일본 영화 대상 (2020년)

- 제44회 일본 아카데미상
  - 최우수 여우주연상 (나가사와 마사미)[9]
  - 신인 배우상 (오쿠다이라 다이켄)[10]

- 제94회 키네마 준보 베스트 텐
  - 신인남우상 (오쿠다이라 다이켄)[11]

- 제30회 일본영화비평가대상
  - 신인 남우상 (오쿠다이라 다이켄)